# Epidendrum carpophorum
Epidendrum carpophorum é uma espécie de  planta do grupo Epidendrum.

## Taxonomia
Os seguintes sinônimos já foram catalogados:  
- Epidendrum ancipitinocturnum  Hágsater et J.M.P.Cordeiro
- Epidendrum prancei  Hágsater et L.Sánchez

## Forma de vida e biologia
É uma espécie epífita e herbácea.
A espécie é tetraploide (2n = 80 cromossomos).

## Conservação
A espécie faz parte da Lista Vermelha das espécies ameaçadas do estado do Espírito Santo, no sudeste do Brasil.

## Distribuição
A espécie é encontrada nos estados brasileiros de Alagoas, Amazonas, Amapá, Bahia,Ceará, Espírito Santo,Minas Gerais, Mato Grosso, Pará,Paraíba , Pernambuco, Rio de Janeiro, Rondônia, Roraima, Sergipe, São Paulo e Maranhão.
A espécie é encontrada nos domínios fitogeográficos de Floresta Amazônica, Caatinga e Mata Atlântica, em regiões com vegetação de mata ciliar, floresta de terra firme, floresta de inundação, floresta estacional semidecidual e floresta ombrófila pluvial.